# يو إف سي على إي إس بي إن: كتار ضد إيميت
يو إف سي على إي إس بي إن: كتار ضد إيميت (بالإنجليزية: UFC on ESPN: Kattar vs. Emmett)‏ هو حدث لفنون القتال المختلطة نظمته يو إف سي، أُقيم في 18 يونيو 2022، على مودي سنتر في أوستن، تكساس، الولايات المتحدة.